# The-Dream
Terius Youngdell Nash (Rockingham, Carolina del Norte, 20 de septiembre de 1977) más conocido como The Dream, es cantante y compositor estadounidense de R&B y hip hop.

## Biografía
Nació en Rockingham, Carolina del Norte. A la edad de dos años se mudó con su madre Reva Nash, a Atlanta, Georgia, donde lo crio hasta su prematura muerte a la edad de treinta y cinco. Posteriormente, fue llevado por su abuelo, que era un ávido fanático de la música. A través de esta relación se introdujo a muchos de los grandes artistas que conformaban la colección de la música de su abuelo
Tan pronto como escuchó el dulce sonido soul de Sam Cooke & Al Green, se enganchó. En tercer grado inició sus clases básicas de trompeta en la Escuela Primaria Park Grove. Él continuó tocando la trompeta a lo largo de la secundaria y más tarde agregó a su repertorio musical la batería y la guitarra.
En la secundaria y la preparatoria, sus influencias musicales se ampliaron a artistas como Timberland, Missy Elliott, Aaliyah y Tupac Shakur. Su talento se siguió desarrollando naturalmente y eventualmente aprendió a cantar, rapear y a escribir canciones.
Además, también es un hábil artista y ha creado muchas pinturas y esculturas, algunas de las cuales se han mostrado en diversas galerías de arte en todo Atlanta.
The Dream se presentó a Laney Stewart en Redzone Entertainment en 2001, y aunque su primera reunión no fue muy exitosa, las cosas fueron a mejor la segunda vez y Laney lo llevó a su campamento, donde inmediatamente comenzaron a escribir juntos para el grupo B2K.
A principios de 2003 firmó con Stewart. Desde entonces ha seguido escribiendo para otros artistas y ha colaborado con Britney Spears en el sencillo "Me Against The Music".
En abril de 2005, The Dream trabajó con la artista Nivea de Jive Records, para su próxima producción, que incluyó el hit "Okay" con Lil' Jon y Youngbloodz.
El 2006, fue llevado a Tricky Stewart, de Redzone, para escribir con varios artistas de la compañía con la cual estaba trabajando, como Bayje, artista de Atlantic, Dear Jane y J Holiday.
En 2007, The Dream escribió "Umbrella" fue creada y ofrecida a empresas para varios artistas. Finalmente, Rihanna se quedó con la canción.

## Confrontamiento con Chris Brown
The Dream compuso la letra de la canción "Bed" de J Holiday, Chris Brown reclama que la letra no fue escrita por The Dream sino por él. Este confrontamiento terminó cuando el escritor y cantante The Dream (apoyado por J Holiday) dijo:
"La letra es mia pero Holiday puso la idea de la canción, sin embargo Chris Brown tuvo parte de la idea, pero no es de él totalmente".
Otros proyectos:
The Dream planea sacar su propia marca de ropa llamada
Millionaire Love Affair 

## Discografía
- Love Hate (2007)
- Love Vs Money (2009)
- Love King (2010)
- 1977 (2011)
- IV Play (2013)
- Ménage À Trois: Sextape, Vol 1, 2 3 (2018)
- SXTP4 (2020)

## Premios
- BET Awards 2008
- Best New Artist Grammy Awards 2008
- Song of the Year ("Umbrella" de Rihanna) [Nominado] Ozone Awards 2008
- Best R&B Artist [Nominado] Mobo Awards 2007
- Best Song Writer ("Bed" de J Holiday) [Nominado]

## Trabajos y apariciones
- The-Dream escribió canciones para Jamie Foxx, Usher, Jay-Z, Rihanna, Kanye West, J Holiday, Louis Montana, muchos más.

### Apariciones en videos
- Plies "Please Excuse My Hands"
- Gym Class Heroes "Cookie Jar"
- Kardinal Offishall "Gimme Some"
- LL Cool J "Baby"
- Rick Ross "I Really Want"
- Fabolous "Trow It In The Bag"